# Tudor Cristea
Tudor Cristea (în acte Dorel; n. 10 decembrie 1945 – d. 1 ianuarie 2019, Jugureni, România) a fost un poet, prozator, critic literar și publicist contemporan, membru al Uniunii Scriitorilor din România.

## Date biografice
Părinți: Ilie (originar din Jugureni, Dâmbovița) și Claudia (n. Buzinovski, originară din Mihăileni, jud. Cetatea Albă - azi în Ucraina).
Frați/surori: Margareta (n. 1949), Clara (n. 1950)
Școala elementară la Jugureni și liceul la Găești. A absolvit, în 1970, Facultatea de Limba și Literatura Română a Universității București. Profesor în Găești (din 1990, la Colegiul Național Vladimir Streinu).

## Activitatea literară
Debut absolut în revista Argeș, aprilie 1968, cu poezie, sub semnătura Dorel Cristea. Redebut în România literară nr. 41/ 1970, sub pseudonimul George Buzinovski, în cadrul rubricii "Vă propunem un nou poet", girată de Geo Dumitrescu. Caietul de poezie Copacul îngândurat, în cadrul colecției "Biblioteca Argeș. Literatorul" (Argeș, mai, 1972), îngrijită de Gheorghe Tomozei.
A câștigat, în 1976, concursul de debut al Editurii Eminescu, cu manuscrisul "Astru natal", apărut în același an și semnat, ca toate volumele ulterioare, Tudor Cristea.
A înființat, în aprilie 2000, la Găești, revista Litere, care apare din 2005 sub egida Societății Scriitorilor Târgovișteni (cu redacții la Găești, Târgoviște și Chișinău) și pe care o conduce ca director.
A colaborat cu poezie, proză și articole de critică literară la Argeș, România literară, Suplimentul literar-artistic al Scânteii tineretului, Magazin, Contrapunct, Litere, Viața Basarabiei, Literatura și arta (Chișinău), Climate literare (Târgoviște), Armonia (Târgoviște), Agero (Stuttgart) și altele. A colaborat, de asemenea, în perioada 2004-2010, la Radio România Cultural, în cadrul rubricii ZĂRI ȘI ETAPE. Orizonturi ale clasicismului/ realismului românesc.

## Afilieri
Membru al Uniunii Scriitorilor din România (din 1990), al Uniunii Ziariștilor Profesioniști din România (din 2006) și al Uniunii Scriitorilor din Republica Moldova (din 2008).

## Opera tipărită
Poezie:
- Copacul îngândurat, Biblioteca Argeș. Literatorul, 1972 (semnat George Buzinovski);
- Astru natal, Ed. Eminescu, Buc., 1976;
- Țintă vie, Ed. Eminescu, 1979;
- Tablou cotidian, Ed. Eminescu, 1983;
- Conturul speranței, Ed. Eminescu, 1987;
- Alter ego (antologie de autor), Ed. Bibliotheca, Târgoviște, 2001;
- Alter ego [Antologie], Ed. Tipo Moldova, Colecția Opera Omnia, Seria Poezie contemporană, Iași, 2013.

Roman:
- Porțile verii, Ed. Eminescu, 1989.

Critică literară, eseu, publicistică:
- Partea și întregul, Târgoviște, 1999;
- Chipul și Oglinda, București, 2005;
- De la clasici la contemporani, Târgoviște, 2008;
- Arta derivei. Tablete. Consemnări.Resemnări, Târgoviște, 2011;
- Revizuiri și consemnări, Târgoviște, 2012
- Arta derivei. Tablete. Consemnări. Resemnări, Ed. Tipo Moldova, Colecția Opera omnia, Seria Publicistică și eseu contemporan, Iași, 2012.

Ediții:
- Eugen Jebeleanu, Poezii. Texte comentate, Albatros (Col. Lyceum), 1990;
- Vladimir Streinu, Clasicii noștri, Text îngrijit, prefață și tabel cronologic, Ed. Bibliotheca, Târgoviște, 2011;
- Vladimir Streinu, Poezii, Ediție îngrijită, prefață, tabel cronologic, Ed. Bibliotheca, Târgoviște, 2012;
- Prefețe la volume de Constantin Negruzzi (Alexandru Lăpușneanul, 1988), Gala Galaction (La Vulturi!, 1988), V. Alecsandri (Porojan, 1990), în colecția Cartea școlară a Editurii Ion Creangă.